# Monique Pardo
María Silvia Rodríguez Gayoso (Lima, 24 de noviembre de 1954), conocida artísticamente como Monique Pardo, es una exvedette, cantante, actriz de fotonovelas y personalidad de televisión peruana. Alcanzó a la popularidad por haber sido la conductora del programa televisivo de entrevistas Mójate con Monique durante los años 1990. En el ámbito musical, se dio conocer por sus parodias musicales y por interpretar el tema «Caramelo».

## Biografía

### Primeros años
Nació el 24 de noviembre de 1954 en Lima; bajo el nombre completo de María Silvia Rodríguez Gayoso. Proveniente de una familia de clase baja, vivió sus primeros años con sus padres hasta los 8 meses, cuando se fue a vivir con su madre Rosa Gayoso. Realizó sus estudios escolares en el Colegio Estatal 615 de Lince.

### Trayectoria artística
A los 16 años, fue descubierta por un productor de cine, mientras estaba pasando sus vacaciones en la Playa La Herradura, en la que más tarde la llevaría a emprender una carrera artística como vedette. Durante esa década, fue artista del recinto La Gata Caliente y otros café-teatros de Lima, y comenzó a utilizar el nombre artístico de Monique Pardo, inspirado en la bailarina francesa Monique Lafored.
Gracias a su popularidad de su trabajo artístico, le ha permitido incursionarse en la actuación, participando en el teatro con Pepe Vilar y en las películas de Francisco Lombardi y Luis Llosa. Además, formó parte de la televisora Panamericana Televisión en 1978. En el año 1980, fue portada de los discos de estudio de los grupos musicales Sonido 2000 y Manolín y Su Conjunto. Ya para esa época, conocería al cantante Mick Jagger en su visita en Perú.
Posteriormente, inicia su incursión en el canto en los años 1990, donde se ha destacado por el tema musical «Caramelo», que se ha convertido en su primer éxito y símbolo de su carrera artística. En esa época, se incursiona como presentadora de televisión, asumiendo la conducción de su programa de entrevistas Mójate con Monique para la televisora Red Global, por un breve tiempo, en el cual entrevistaba a políticos y otras personalidades de televisión.
A partir de los 2000, inicia a ser invitada ocasional de otros espacios de la televisión peruana, especialmente en programas de espectáculos.[cita requerida] En 2008, participó en el concierto del grupo musical Los Pasteles Verdes, en medio de la celebración del Día del Padre.
Desde los años 2010, Pardo comienza a lanzar sus versiones musicales bajo el formato de parodia.[cita requerida] Previo a ello, fue invitada especial del programa cómico El especial del humor en 2013.
Pardo formó con Susy Díaz y La Tigresa del Oriente el trío Las Poderosas en 2014, donde ambas lanzaron el tema musical «Soy casada y la veo de madrugada», volviendo a reencontrarse en 2019 como invitadas del programa concurso Los reyes del playback de Latina Televisión.[cita requerida] Además, fue participante invitada del espacio del mismo canal El valor de la verdad en 2014.
En el año 2015, estrenó el lanzamiento de la versión de «Casa sola» de Kalé La Evolución, bajo la producción del fallecido drag queen Juan Carlos Ferrando, además de sus otras versiones como «Baby one more time» de Britney Spears y «Sube a mi nube» de Nubeluz.[cita requerida] En el año 2018, estreno su siguiente cover de «Bohemian Rhapsody» de Queen, presentándose para el programa musical-cómico El reventonazo de la chola.
En 2019, fue invitada por la Feria Alternativo del Libro, donde la promocionó recitando un poema de María Emilia Cornejo.
En el año 2020, lanza su disco de estudio Quédate[cita requerida] y al año siguiente, estrena su tema musical «Vacúname» en formato de reguetón en medio del estado de emergencia por la pandemia de COVID-19 en Perú. Estrena su nueva parodia de «Se jodioto» de Karol G en 2022. En ese año, estrena su versión del tema «Mi bebito fiu fiu» de Tito Silva Music, bajo la producción musical de MCA Studios, propiedad de los hermanos Saúl y Manuel Cornejo.
Debuta como celebridad de Internet, lanzando su programa web Dra. Caramelo de Canal Zombie+ para la plataforma YouTube en el año 2022, en el cual Pardo aconseja datos curiosos sobre la sexualidad y otros temas científicos, añadiendo un toque cómico.

### Participación política
En el año 2011, Pardo lanzó su candidatura al Congreso de la República del Perú en representación de Lima Metropolitana con el partido político Despertar Nacional para las elecciones generales de ese año. Sin embargo, quedó fuera de competencia mediante la resolución del Jurado Nacional de Elecciones, por no cumplir con la tasa de inscripción.
Pardo participó en un spot electoral para lanzar al político Enrique Ocrospoma a la alcaldía de Lima por el partido político Perú Nación en 2018, con caras a las elecciones municipales de ese año, obteniendo críticas por el uso de palabras con doble sentido, ya que la sigla del partido es la PN.
Años más tarde, recibió la invitación de Ciro Gálvez para volver a postular como congresista por la bancada Renacimiento Unido Nacional para el periodo 2020-2021, sin conseguir el cargo. Dentro de sus propuestas, propuso combatir contra la delincuencia y disminuir la inmigración venezolana en Perú.
En el año 2021, lanzó su nueva versión de «Caramelo» titulada bajo el nombre «Pedro, no te corras» en medio de la segunda vuelta electoral, mostrando su rechazo al expresidente y profesor Pedro Castillo, entonces candidato a la presidencia del Perú por el partido Perú Libre.
En 2025, participó en un vídeo promocional en el que apoyaba a Rafael López Aliaga como candidato presidencial para las elecciones del año siguiente.

## Vida personal
En el año 1971, Pardo contrajo matrimonio a la edad de los diecisiete años, con un hombre diez años mayor que ella, quien sería amigo cercano de sus primos, con quién tuvo a una hija. En 1989, fue víctima de un secuestro, con lo que comenzaría a ocultar su nombre de nacimiento.
En el año 2021, fue detectada con insuficiencia cardiaca, tras haberse sufrir una caída en vivo en un baile durante su invitación al programa televisivo El gran show, participando como refuerzo del cantante y actor Diego Val. Tras lo sucedido, Pardo denunció a la presentadora Gisela Valcárcel por su estado de salud. Cuatro años después, ganó la demanda y el juzgado ordenó a América Televisión pagar más de 30 000 soles.
Fue internada en el Hospital Edgardo Rebagliati Martins en mayo de 2024, debido a sus complicaciones cardiacas. Según sus revelaciones en un medio local, Pardo afirmó que fue objeto de extorsiones, con lo que había sido la causa de su internado.

## Discografía

### Álbum de estudio
- 2019: No me quites mi caramelo

### LP de estudio
- 2020: Quédate
- 2021: Amor a primera vista
- 2021: Con altura (Remix)
- 2021: Amor y fe (Cover)
- 2021: A quién le importa
- 2021: Mis versiones, vol. 1
- 2021: Caramelo (Remix)
- 2022: La Mini Rosa
- 2023: María, madre mía
- 2023: Like in virgin

## Créditos

### Televisión
- Mójate con Monique (1990s), presentadora.
- Al estilo Juliana (2012), entrevistada.
- El especial del humor (2013), invitada.
- El valor de la verdad (2014), participante invitada.
- Dr. TV (2015), invitada.[38]
- El reventonazo de la chola (2018), invitada especial.
- Los reyes del playback (2019), invitada y parte de Las Poderosas.
- El gran show (2021), participante de refuerzo.

### Programas web
- Dra. Caramelo (desde 2022), presentadora.